# USS Defiant
L’USS Defiant és el nom de dues naus espacials de la franquícia multimèdia Star Trek, que van aparèixer sobretot a la sèrie de televisió Star Trek: Deep Space Nine (1993–1999) i a la pel·lícula Star Trek: First Contact (1996). Introduïda a la tercera temporada de Deep Space Nine, és una nau de guerra adjunta a l'estació espacial Espai Profund 9. La "Defiant" original és destruïda durant la Guerra del Domini a la setena temporada i substituïda per una nau pràcticament idèntica.
La Defiant va ser dissenyada per Jim Martin, Gary Hutzel i Tony Meinger.

## Disseny i desenvolupament
Durant les dues primeres temporades de Deep Space Nine, les històries que requerien que els personatges viatgessin fora de l'estació normalment implicaven petites naus runabout. El productor Ira Steven Behr i l'escriptor Robert Hewitt Wolfe creien que els runabouts serien insuficients per enfrontar-se al Domini introduït a la segona temporada, i van convèncer el productor executiu Rick Berman de la necessitat d'una nova nau. A més, la Defiant tenia com a objectiu resoldre el problema dels sets de runabouts atapeïts.
La Defiant va ser dissenyada inicialment per l'il·lustrador d'art Jim Martin, amb contribucions del supervisor d'efectes visuals Gary Hutzel i el maquetista Tony Meininger. Els dissenys originals preveien una nau de tipus runabout "reforçada", però això va donar pas a un disseny de nau estel·lar completa inicialment anomenat Valiant. Aquest nom es va eliminar per por que entrés en conflicte amb la nau estel·lar titular de Star Trek: Voyager, que també comença amb una "V".
Un dels primers guions de Star Trek: First Contact (1996) demanava la destrucció del Defiant, però Behr s'hi va oposar i la idea es va abandonar.
Després de la destrucció del Defiant a "The Changing Face of Evil", els guionistes volien un nou tipus de nau successora, però el pressupost no estava disponible. Com a resultat, van substituir el Defiant pel mateix disseny de nau espacial per a l'USS São Paulo a "The Dogs of War". Ron Moore va dir a Star Trek: Deep Space Nine Companion que la nova nau estava destinada a ser designada com a "Defiant-A", però hauria estat massa costós refer el model CG per a un episodi perquè també s'havien d'utilitzar imatges d'arxiu d'episodis anteriors per raons pressupostàries.

## Representació
Benjamin Sisko va ajudar a dissenyar la Defiant, que va ser concebuda com una nau prototip per contrarestar les Borg. Sisko rep el comandament de la Defiant el 2370 per contactar amb el Domini a l'estrena de la tercera temporada de la sèrie. A diferència de la majoria de les naus de la Flota Estel·lar, la Defiant està construïda per al combat en lloc de la ciència i l'exploració. La Defiant roman adjunta a Espai Profund 9 sota el comandament de Sisko durant la resta de la sèrie, transportant la tripulació en missions més enllà de l'estació espacial. Apareix breument a Star Trek: First Contact sota el comandament de Worf, on queda greument danyada i la tripulació ha d'evacuar a l'Enterprise-E després que falli el suport vital. Els Breen destrueixen la Defiant durant l'arc final de la sèrie. La Flota Estel·lar dóna a Sisko el comandament d'una nova nau de la mateixa classe, l' USS Sao Paulo, de la qual rep una dispensa especial per canviar el nom i el registre perquè siguin els mateixos que els de la Defiant anterior. La Defiant apareix breument a l'episodi de la tercera temporada de Star Trek: Picard "The Bounty", fora de servei i atracada al Museu de la Flota Estel·lar. També és una de les naus que cauen sota el control de la construcció vivent a la final de la primera temporada en dues parts de Star Trek: Prodigy, "Supernova".
La Defiant també apareix en nombrosos llibres, còmics i videojocs derivats.

## Recepció
LUSS Defiant és coneguda com una poderosa nau espacial de l'univers de ciència-ficció de Star Trek a finals del segle XXIV. CBR va comparar la maniobrable i potent Defiant amb la Falcó Mil·lenari. Space.com també va destacar la Defiant com una de les naus espacials de ciència-ficció més àgils, en comparació amb alguns dels moviments més lents i gairebé nàutics de les naus espacials més grans de Star Trek.
El moment en què Sisko descobreix la nau espacial Defiant per primera vegada a "The Search" va ser qualificat per Geek.com el 2015 com un dels 35 millors moments de Star Trek; van dir que marcava un "gran començament" per a la tercera temporada de Deep Space Nine. L'addició de la Defiant va ajudar la sèrie a aprofundir en les històries ambientades al Quadrant Gamma, així com en el llarg arc de saga bèl·lica de les darreres temporades de la sèrie.
Una maqueta en miniatura de l'USS Defiant es va vendre per 106.000 USD el 2006 en una subhasta.